# ۲۷ اکتبر
۲۷ اکتبر در تقویم گرگوری، سیصدمین (در سال‌های کبیسه سیصد و یکمین) روز سال است. ۶۵ روز تا پایان سال باقی است.

## رویدادها
- ۱۹۶۸ – اختتامیه بازی‌های المپیک تابستانی ۱۹۶۸ مکزیکوسیتی.

## زادروزها
- ۱۷۸۲ – نیکولو پاگانینی، نوازنده ویلن، گیتار و آهنگساز ایتالیایی.
- ۱۹۱۳ – لوییجی پیوتی، رانندهٔ مسابقات اتومبیل‌رانی فرمول یک اهل ایتالیا (د. ۱۹۷۱)
- ۱۹۹۰ – احمد زریق، بازیکن فوتبال اهل لبنان

## مرگ‌ها
- ۱۴۳۹ – مرگ آلبرشت دوم پادشاه آلمان، مجارستان، بوهم، دوک لوکزامبورگ و آرشیدوک اتریش.
- ۱۵۰۵ – جلال‌الدین سیوطی